# 西漢水衡都尉列表
《漢書‧卷十九上‧百官公卿表第七上》载，“水衡都尉，武帝元鼎二年初置，掌上林苑，有五丞。……王莽改水衡都尉曰予虞。”
西汉水衡都尉的迁选，除举孝廉、茂才外，主要有以下不同于其他职官的特点：
- 一是晓经学，譬如于定国、冯奉世、龚遂；《汉书》载，于定国“为人谦恭，尤重经术士”；[2]冯奉世“乃学春秋，涉大义”；[3]龚遂“以明经为官”。[4]
- 二是习兵法，譬如赵充国、冯奉世；《汉书》载，赵充国“为人沈勇大略，少好将帅之节，而学兵法，通知四夷事……数将兵击匈奴。”[5]冯奉世“读兵法明习”“从军击匈奴”。[3]
- 三是得帝信任，为近臣，譬如于定国、淳于长、龚遂；《汉书》载，帝“以定国任职旧臣，敬重之”；[2]淳于长乃外戚，“初，長為侍中，奉兩宮使，親密。”；[6]龚遂“上甚重之，以官寿卒”。[4]

玆据《漢書‧卷十九下‧百官公卿表第七下》立此列表。
本表亦列出更始帝時期的水衡都尉。

## 水衡都尉
| 序次                        | 諡號 | 姓名                | 在位年數 | 在位時間                            | 皇帝          |
| 西漢水衡都尉（前115年—9年） |      |                     |          |                                     |               |
|                             |      | 張罷                | ？       | 元鼎二年—？ 前115年—？              | 漢武帝        |
|                             |      | 豹                  | ？       | 元鼎四年—？ 前113年—？              | 漢武帝        |
|                             |      | 閻奉                | ？       | 元封元年—？ 前110年—？              | 漢武帝        |
|                             |      | 德遷                | ？       | 元封四年—？ 前107年—？              | 漢武帝        |
|                             |      | 守                  | ？       | 太始二年—？ 前95年—？               | 漢武帝        |
|                             |      | 江充                | 5年      | 太始三年—征和二年 前94年—前91年     | 漢武帝        |
|                             |      | 呂辟胡              | 5年      | 始元元年—始元六年？ 前86年—前81年？ | 漢昭帝        |
|                             |      | 趙充國              | 6年      | 元鳳元年—元平元年 前80年—前74年     | 漢昭帝        |
|                             |      | 韓增                | 1年      | 元平元年—元平元年 前74年—前74年     | 漢昭帝        |
|                             |      | 定國                | 1年      | 本始三年—地節元年 前71年—前69年     | 漢宣帝        |
|                             |      | 朱輔                | ？       | 地節元年—？ 前69年—？               | 漢宣帝        |
|                             |      | 龔遂                | ？       | 地節四年—？ 前66年—？               | 漢宣帝        |
|                             |      | 馮奉世              | 14年     | 元康四年—初元元年 前62年—前48年     | 漢宣帝 漢元帝 |
|                             |      | 佚名                | ？       | 初元元年—？ 前48年—？               | 漢元帝        |
|                             |      | 福                  | ？       | 永光四年—？ 前40年—？               | 漢元帝        |
|                             |      | 丙禹                | 5年      | 建昭四年—建始二年 前35年—前31年     | 漢元帝 漢成帝 |
|                             |      | 爵                  | ？       | 建始二年—？ 前31年—？               | 漢成帝        |
|                             |      | 王勳                | ？       | 河平元年—？ 前28年—？               | 漢成帝        |
|                             |      | 金敞                | 1年      | 河平四年—陽朔元年 前25年—前年       | 漢成帝        |
|                             |      | 順                  | ？       | 陽朔元年—？ 前24年—？               | 漢成帝        |
|                             |      | 苟參                | ？       | 陽朔三年—？ 前22年—？               | 漢成帝        |
|                             |      | 禹                  | ？       | 陽朔四年—？ 前21年—？               | 漢成帝        |
|                             |      | 淳于長              | 3年      | 永始元年—永始四年 前16年—前13年     | 漢成帝        |
|                             |      | 師臨                | 1年      | 永始四年—元延元年 前13年—前12年     | 漢成帝        |
|                             |      | 趙彪                | 3年      | 元延元年—元延三年 前12年—前10年     | 漢成帝        |
|                             |      | 王超                | 3年      | 元延三年—綏和元年 前10年—前8年      | 漢成帝        |
|                             |      | 甄豐                | 2年      | 綏和元年—建平二年 前8年—前5年       | 漢成帝 漢哀帝 |
|                             |      | 讓                  | ？       | 建平二年—？ 前5年—？                | 漢哀帝        |
|                             |      | 辛茂                | 2年      | 元始二年—元始三年 2年—3年           | 漢平帝        |
|                             |      | 李翕                | ？       | 元始三年?—？ 3年?—？                | 漢平帝        |
|                             |      | 成丹 （水衡大將軍） | 1年      | 更始二年—更始三年 24年—25年         | 更始帝        |